# 1 Май
1 Май (тадж. 1 Май) — село у складі Хатлонської області Таджикистану. Входить до складу джамоату 20-річчя Незалежності Таджикистану Фархорського району.
Село назване на честь Свята весни і праці.
Населення — 1102 особи (2010; 1143 в 2009).